# Oleg Morozov (homme politique)
Pour l’article homonyme, voir Oleg Morozov.
Oleg Viktorovitch Morozov est un homme politique russe, député à la Douma d'État entre 1993 et 2012 et de nouveau depuis 2020. Il est membre du Conseil de la fédération entre septembre 2015 et septembre 2020. De mai 2012 à mars 2015, il travaille comme chef du bureau présidentiel pour la politique intérieure. Il soutient le parti Russie unie,.
Au début des années 1980, avant d'entrer en politique, il était lui-même employé dans le secteur universitaire. Il parle couramment l'allemand,.
Il a le grade civil de conseiller d'État effectif de la fédération de Russie de 1re classe.

## Carrière

### Guerre russo-ukrainienne
Morozov fait l'objet de sanctions financières de la part de l'Union européenne.

## Personnel
De 1974 à 2015, il est marié à Irina Boiarynia. Ils ont deux enfants.